# Basigli
Basigli was een klein historisch Italiaans motorfietsmerk, dat nooit echt van de grond kwam.
De ex-coureur Remiglio Basigli ontwikkelde al in 1952 een soort wankelmotor die echter acht jaar later pas op de beurs van Milaan aan het publiek werd getoond. Er was echter weinig belangstelling voor.
Er bestaat geen goede beschrijving van de motor, die 125 cc cilinderinhoud had. Waarschijnlijk is er alleen een prototype van gemaakt.